# Čchen Man
Čchen Man (čínsky pchin-jinem Chén Màn, znaky zjednodušené 陈漫, * 3. června 1980, Peking) je čínská vizuální umělkyně. Mezi její média patří fotografie, grafický design, kinematografie a digitální umění. Vyrábí také obálky pro módní časopisy a spolupracuje s významnými značkami po celém světě.

## Životopis
Čchen Man, narozená v Pekingu v roce 1980, vyrostla po kulturní revoluci a byl součástí generace čínské politiky jednoho dítěte. Čchen navštěvovala Ústřední akademii výtvarných umění, kde studovala grafický design a absolvovala v roce 2005.
Ve věku 23 let publikovala své vlastní fotografie jako obálky čínského uměleckého časopisu VISION, čímž se poprvé jako studentka dostala do popředí zájmu. Její raný styl zahrnuje rozsáhlé používání digitálních nástrojů, jako je Photoshop a 3D Max, k vytvoření extravagantního vizuálního zážitku.
Man je také známá svými hyperrealistickými popovými portréty, jako jsou její obálky „Whatever the Weather“ z roku 2012. Série představuje nesignovanou modelku a tibetské teenagery z Tibetské střední školy, etnické vysoké školy. Man chtěla zachytit „50 až 60 etnických skupin“, které reprezentují krásu Číny v jejích 12 fotografických sériích pro i-D. Tato série byla chválena jako kreativní a perspektivní, zejména vzhledem k věku umělkyně.
Nejen, že Man zvládla ovládnout fotoaparáty a počítače, ale ve své práci také dokonale prolnula svou moderní estetiku s tradiční čínskou kulturou. To vedlo k tomu, že ji lidé chválí za to, že napomáhá vývoji čínské estetiky a nově definuje čínskou krásu.
Pro člověka existují dva způsoby, jak definovat krásu a ona považuje „obě strany mince za krásné. Věří v opravdovou krásu, „to, co je skutečné, ať už je to emoce, obraz, osoba nebo umělecké dílo“ a technologickou krásu, jako je krása telefonů a počítačů. S tendencí hledat inspiraci v zahraničí, Man doufá, že její práce povzbudí lidi, aby přehodnotili krásu a začali hledat „inspiraci v Číně“.

## Kariéra
Kromě výroby obálek pro časopis VISION se Čchen věnuje také módní fotografii pro magazíny Vogue, Elle, Harper's Bazaar, Marie Claire, iD, Cosmopolitan a Esquire.
Často spolupracuje s vizážistkou Toni Lee.
Její vlastní studio Studio 6 se sídlem v Pekingu vyrábí reklamní kampaně pro značky jako L'Oréal, MAC, Dior, Canon, Guess, Hublot, Carl F. Bucherer, Sharp, Beats, Cadillac, Mercedes-Benz, Volkswagen, Motorola, Adidas, Puma, Converse, Uniqlo, Budweiser, Absolut Vodka, Shiseido, Maybelline atd.

## Osobní život
Čchen Man je v manželství s Raphaelem Mingem Cooperem narozeným v Americe, spoluzakladatelem společnosti Society Skateboards. Má dvě děti.

## Vybrané výstavy
Autorka má za sebou celou řadu výstav:
- 2004: Out of the Window Space of Distraction, Tokio
- 2005: Fashion and style in photography, Moskva
- 2006: Wave Chinese media Art, 1997–2004, Walker Art Center, Minneapolis
- 2007: Galerie Loft, Paříž
- 2008: Galerie Maeght, Paříž
- 2008: China Design, Victoria and Albert Museum, Londýn
- 2010: Red Beauty, Fabien Fryns Fine Art, Los Angeles[6][7]
- 2010: Unbearable Beauty, Ooi Botos Gallery, Hongkong[8]
- 2011: Today Art Museum, Peking[9]
- 2012: Chinese Art Centre, Manchester, Spojené království[10][11]
- 2012: Výstava Glamorous Futurist by Chen Man, Diesel Art Gallery, Tokio
- 2013: Artist Special Project, Como Hotel, Bangkok
- 2013: Proud of Dignity 2012, výstava Lady Dior Exhibition, Paříž
- 2013: Výstava Galerie Steph + Four Season Hotel, Four Season Hotel, Singapur
- 2014: Výstava A New Attitude: Chen Man's Provocative Interpretations of Contemporary Chinese Women, RedLine Art Center, Denver